# 大理白族自治州博物馆
大理白族自治州博物馆是中华人民共和国云南省大理白族自治州大理市的一家综合地志博物馆。馆舍位于下关街道洱河南路8号，北临西洱河，总占地面积3.02万平方米，建筑面积10,455平方米，展厅面积4,940平方米，建筑风格为仿唐建筑与白族民居相结合。1985年7月动工修建，1986年11月22日开馆，是云南省首家建立的地市级综合性博物馆。曾于1996年、2006年、2011年、2016年多次改造调整。2009年评定为国家二级博物馆。2020年8月13日，被评定为国家4A级旅游景区。

## 展品
截至2024年该馆共有藏品16,775件（套），其中珍贵文物460件（套），展品以南诏、大理国历史文化和白族文化为重点，并有青铜文化、陶瓷艺术、佛教文化、大理石艺术、大理历史人物、书画艺术等特色展览。

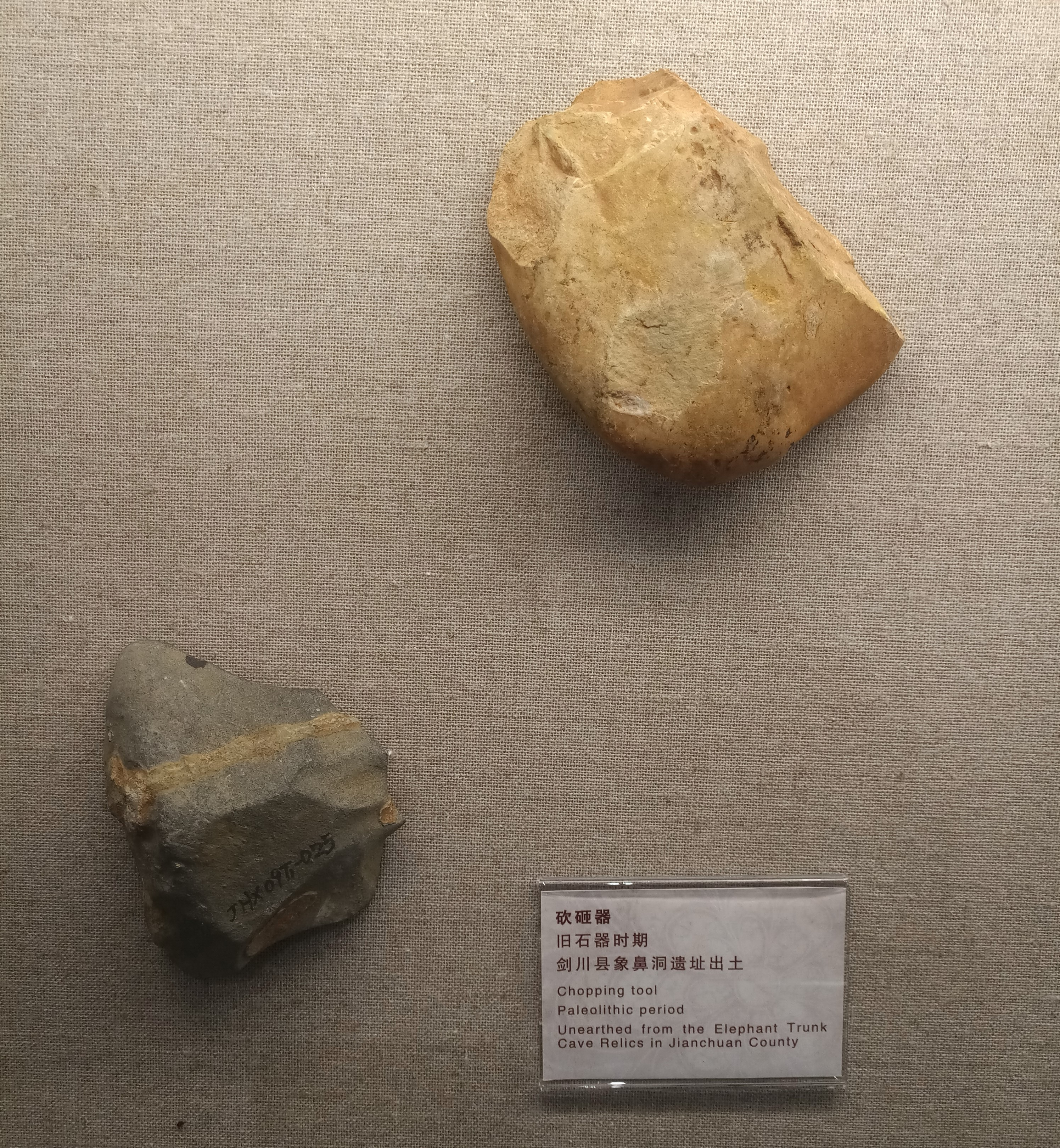
旧石器时代砍砸器，出土自剑川象鼻洞遗址
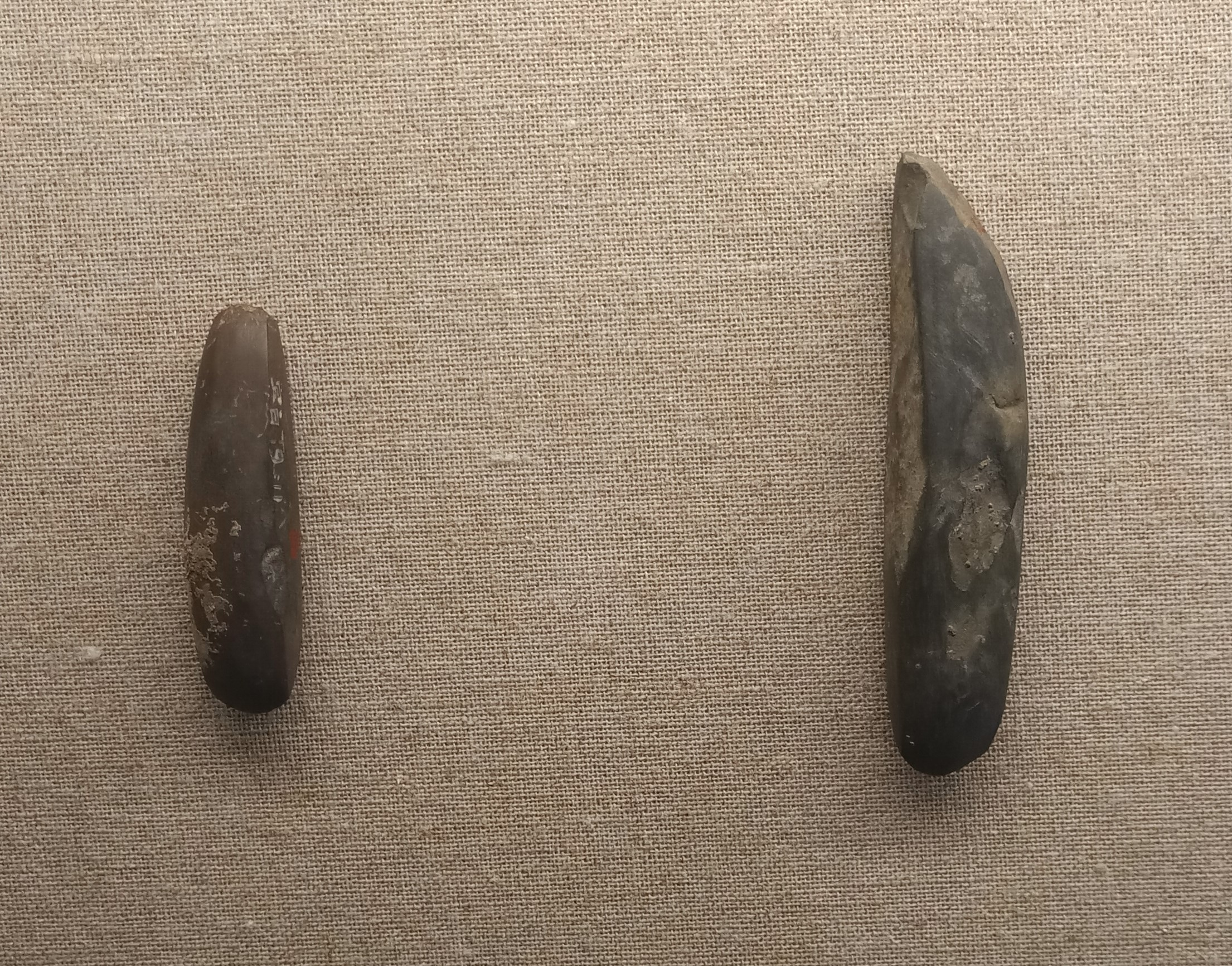
新石器时代石凿，出土自宾川白羊村遗址
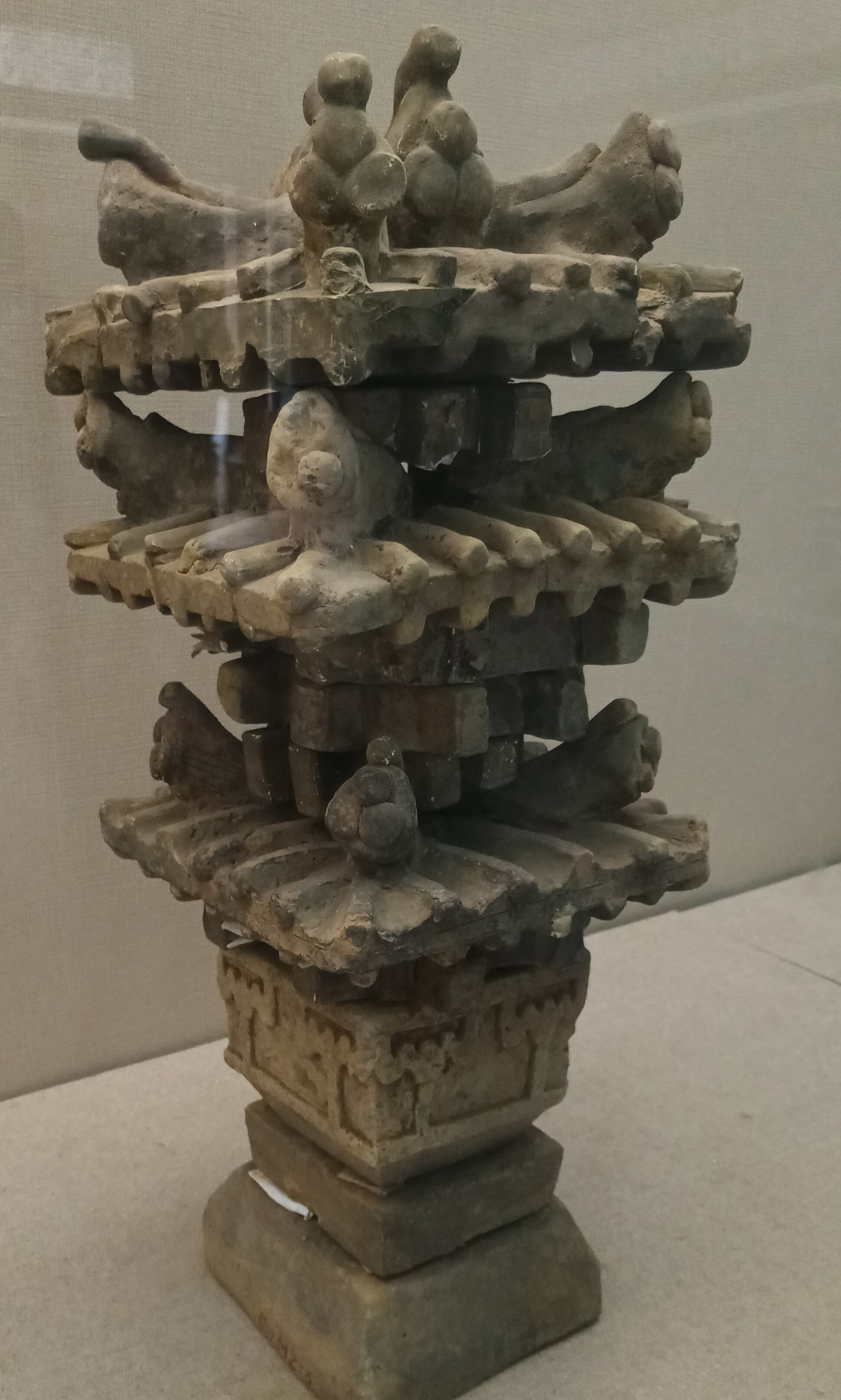
东汉陶楼模型，大理市大展屯东汉墓出土
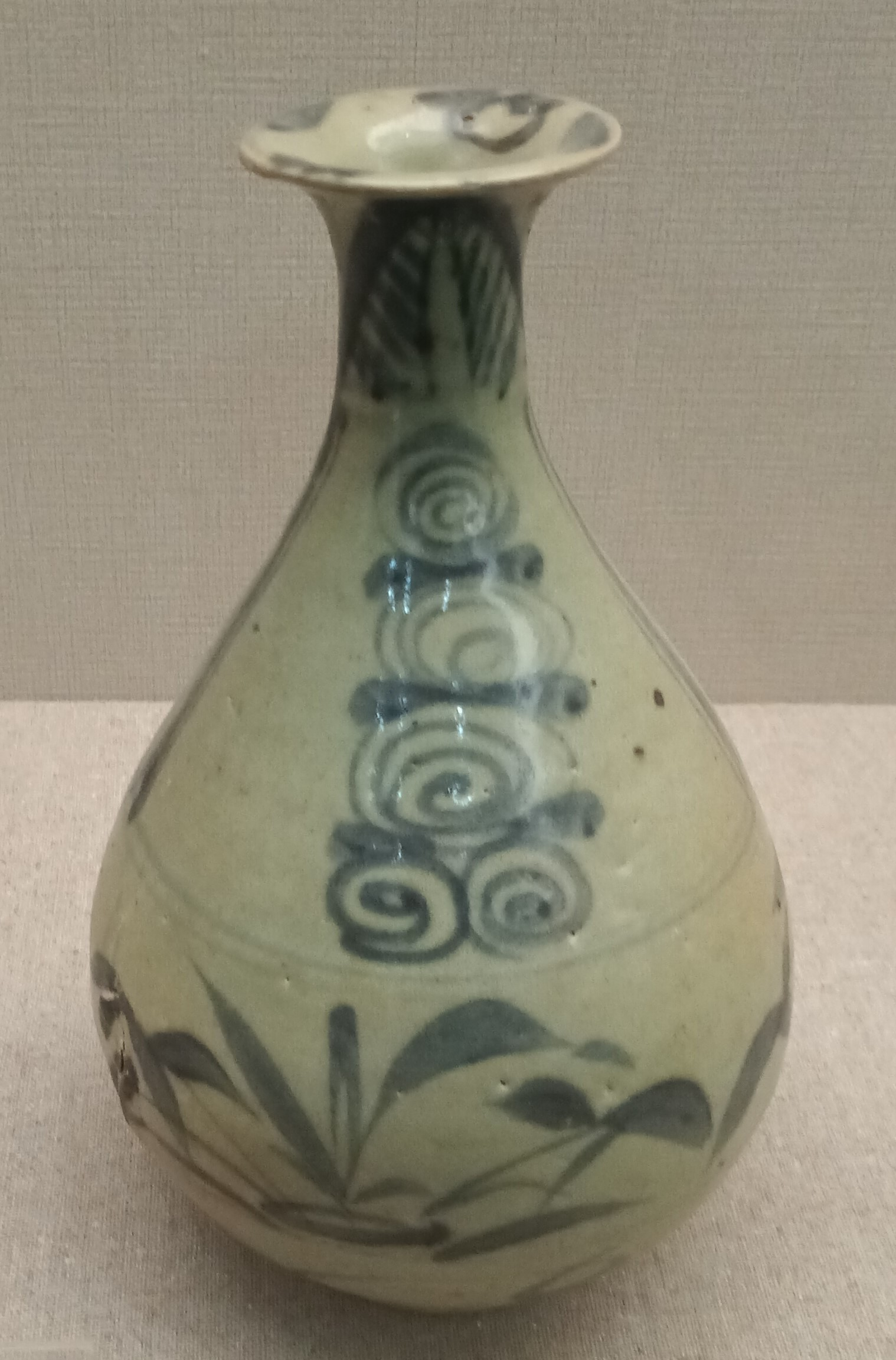
明青花花卉纹玉壶春瓶
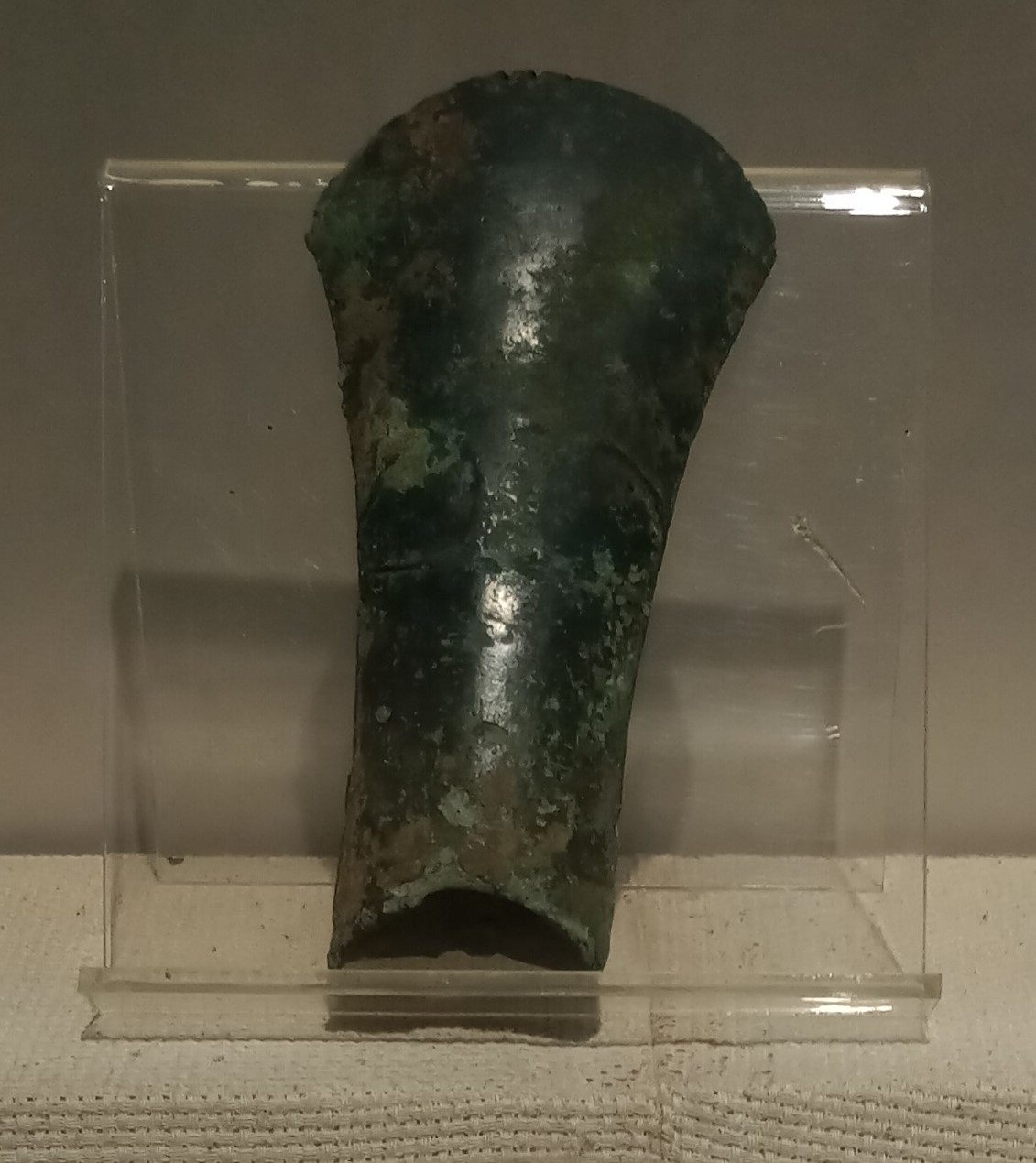
战国铜斧，云龙县坡头村征集
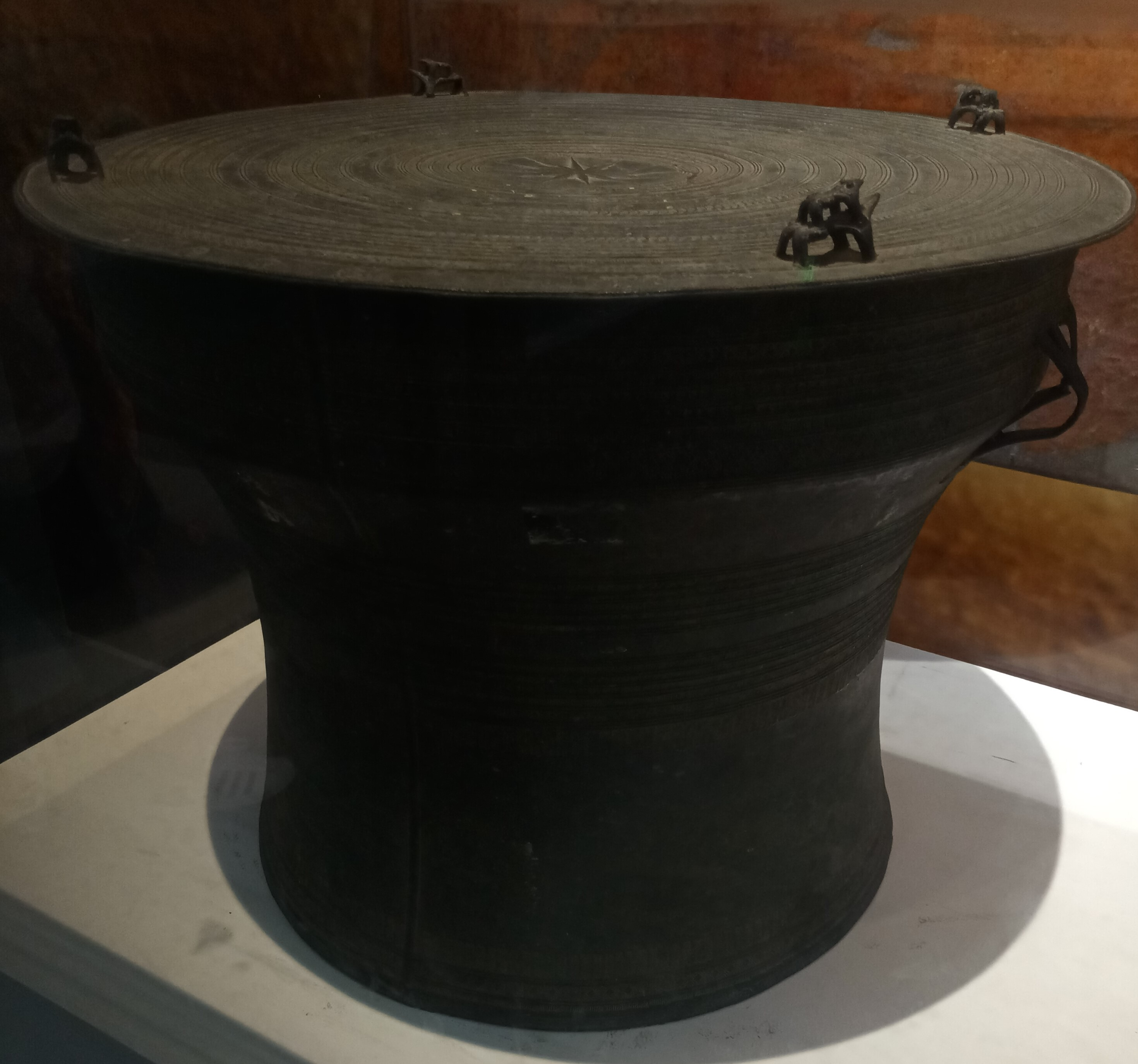
西盟型铜鼓
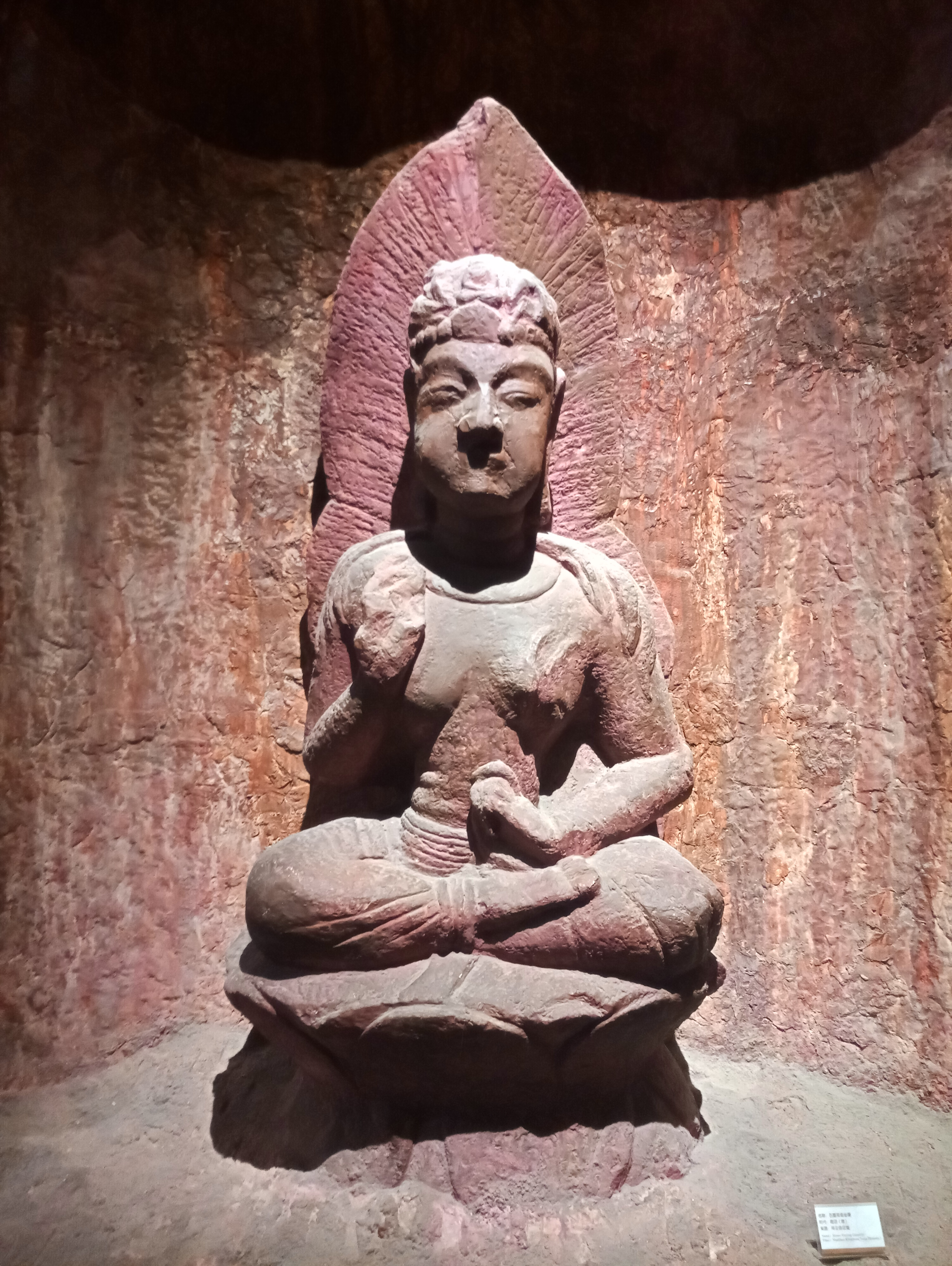
南诏石雕观音坐像